# 열역학적 상태
열역학계에서 시스템의 열역학적 상태는 특정 시점의 상태이다. 즉, 상태 변수, 상태 매개변수 또는 열역학적 변수로 알려진 적절한 매개변수 세트의 값으로 완전히 식별된다. 이러한 열역학적 변수 값 세트가 시스템에 대해 지정되면 시스템의 모든 열역학적 특성 값이 고유하게 결정된다. 기본적으로 열역학적 상태는 열역학적 평형 중 하나로 간주된다.
열역학적 상태를 정의하는 속성
- 온도(T )는 시스템 내 입자의 평균 운동 에너지를 나타낸다. 이는 시스템이 얼마나 뜨겁거나 차가운지를 측정하는 것이다.
- 압력(P )은 시스템의 입자가 용기 벽의 단위 면적에 가하는 힘이다.
- 부피(V )는 시스템이 차지하는 공간을 나타낸다.
- 조성은 둘 이상의 구성 요소(예: 혼합물)가 포함된 시스템에 존재하는 각 구성 요소의 양을 정의한다.

## 같이 보기
- 들뜬 상태
- 바닥 상태